# 2004-es Red Bull Air Race Világkupa
A Red Bull Air Race Világkupa 2004-ben második alkalommal került megrendezésre. A szezon június 20-án az Egyesült Királyságban vette kezdetét, és szeptember 18-án az Egyesült Államokban végződött. A pilóták versenyében az amerikai Kirby Chambliss lett a bajnok öt ponttal megelőzve a magyar Besenyei Pétert.

## Versenynaptár
| 2004 Red Bull Air Race Világkupa Versenynaptár | 2004 Red Bull Air Race Világkupa Versenynaptár | 2004 Red Bull Air Race Világkupa Versenynaptár | 2004 Red Bull Air Race Világkupa Versenynaptár |
|                                                | Dátum                                          | Helység                                        | Ország                                         |
| ---------------------------------------------- | ---------------------------------------------- | ---------------------------------------------- | ---------------------------------------------- |
| 1                                              | Június 20.                                     | RAF Kemble                                     | Egyesült Királyság                             |
| 2                                              | Augusztus 20.                                  | Duna folyam, Budapest                          | Magyarország                                   |
| 3                                              | Szeptember 18.                                 | Reno, Nevada                                   | USA                                            |

## Végeredmény
| Helyezés | Pilóta            | Csapat    | GBR | HUN | USA | Pontok |
| -------- | ----------------- | --------- | --- | --- | --- | ------ |
| 1        | Kirby Chambliss   | Red Bull  | 1   | 1   | 2   | 17     |
| 2        | Besenyei Péter    | Red Bull  | 3   | 3   | 3   | 12     |
| 3        | Steve Jones       | Jones     | 2   | 4   | 7   | 8      |
| 3=       | Klaus Schrodt     | betandwin | 4   | 2   | DNS | 8      |
| 5        | Mike Mangold      | Mangold   | DNP | DNP | 1   | 6      |
| 6        | Frank Versteegh   | Versteegh | 5   | 6   | DNS | 3      |
| 6=       | Michael Goulian   | Goulian   | DNP | DNP | 4   | 3      |
| 8        | Paul Bonhomme     | Bonhomme  | 6   | 7   | 6   | 2      |
| 8=       | Nicolas Ivanoff   | Hamilton  | DNP | 5   | DNS | 2      |
| 8=       | David Martin      | Martin    | DNP | DNP | 5   | 2      |
| 11       | Alejandro Maclean | Maclean   | DNP | 8   | DNS | 0      |

Magyarázat:
- DNP: nem vett részt
- DNS: nem mutatják

## Statisztika
Győzelmek
|    | Pilota          |   |
| -- | --------------- | - |
| 1. | Kirby Chambliss | 2 |
| 2. | Mike Mangold    | 1 |

Dobogós helyezések
|    | Pilota          |   |
| -- | --------------- | - |
| 1. | Kirby Chambliss | 3 |
| -  | Besenyei Péter  | 3 |
| 3. | Steve Jones     | 1 |
| -  | Klaus Schrodt   | 1 |
| -  | Mike Mangold    | 1 |

## Repülőgépek
| Extra 230      | Extra Flugzeugbau  | Nicolas Ivanoff                                        |
| Extra 300L     | Extra Flugzeugbau  | Frank Versteegh                                        |
| Extra 300S     | Extra Flugzeugbau  | Besenyei Péter Paul Bonhomme Steve Jones Klaus Schrodt |
| Szu–26M        | Sukhoi Corporation | Alejandro Maclean                                      |
| Zivko Edge 540 | Zivko Aeronautics  | Kirby Chambliss Mike Mangold                           |